# Buttersäurehex-3-enylester
Buttersäurehex-3-enylester ist eine chemische Verbindung aus der Gruppe der Buttersäureester.

## Isomerie
Buttersäurehex-3-enylester kommt in zwei isomeren Formen, der cis-Form [Synonym: (Z)-Form] und der trans-Form [Synonym: (E)-Form] vor.

## Vorkommen

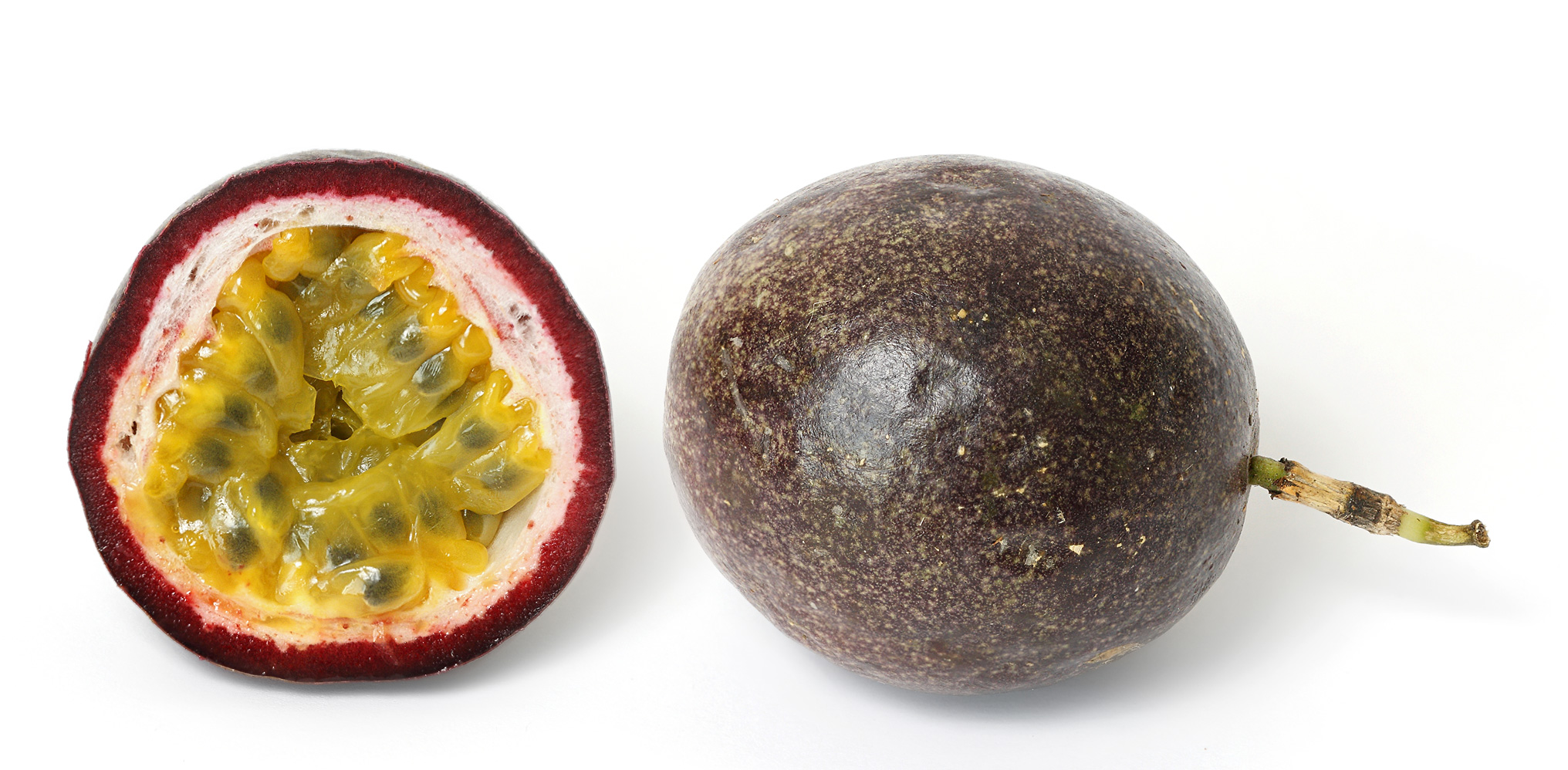
Passionsfrucht

cis-Buttersäurehex-3-enylester kommt natürlich in der Passionsfrucht und in grünem Tee vor.

## Eigenschaften
cis-Buttersäurehex-3-enylester ist eine farblose Flüssigkeit. Das technische Produkt wird mit Stabilisatoren wie α-Tocopherol in geringer Konzentration in der Handel gebracht.

## Verwendung
cis-Buttersäurehex-3-enylester wird als Aromastoff verwendet.